# Rübsen (Pflanze)
Der Rübsen oder auch Rübsamen oder die Rübsaat (Brassica rapa) ist eine Pflanzenart aus der Gattung Kohl (Brassica) innerhalb der Familie der Kreuzblütengewächse (Brassicaceae). Sie dient der Pflanzenfettgewinnung.

## Beschreibung

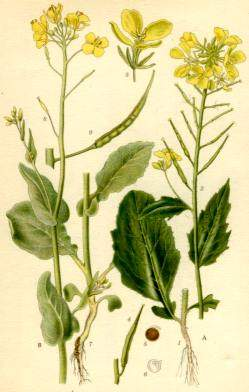
Illustration von Brassica rapa subsp. campestris

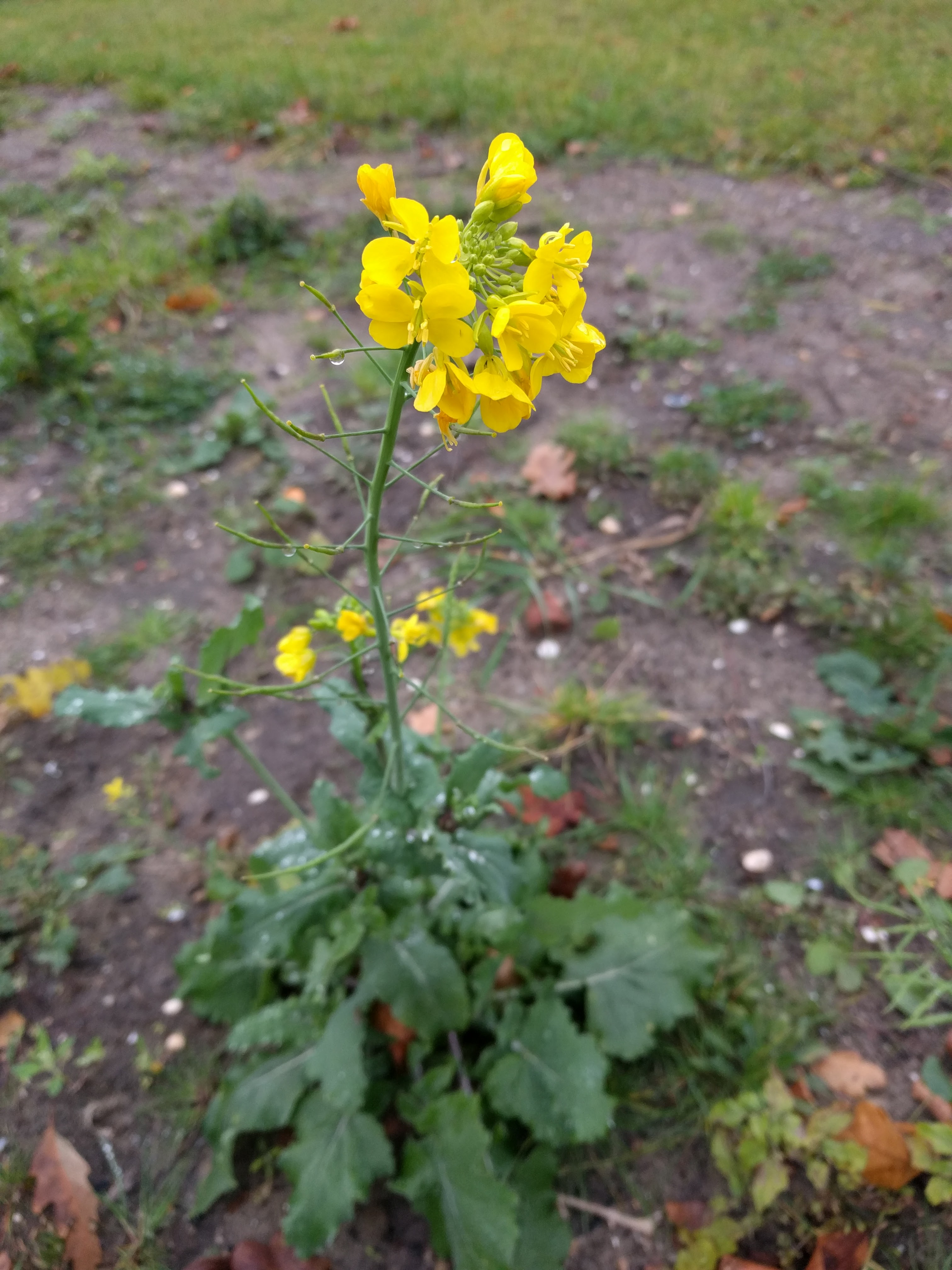
Habitus

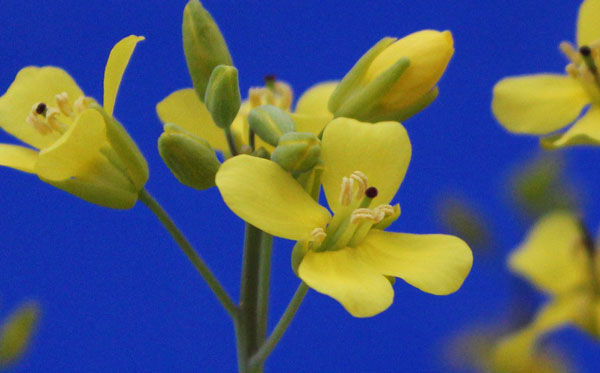
Blütenknospen und Blüten im Detail

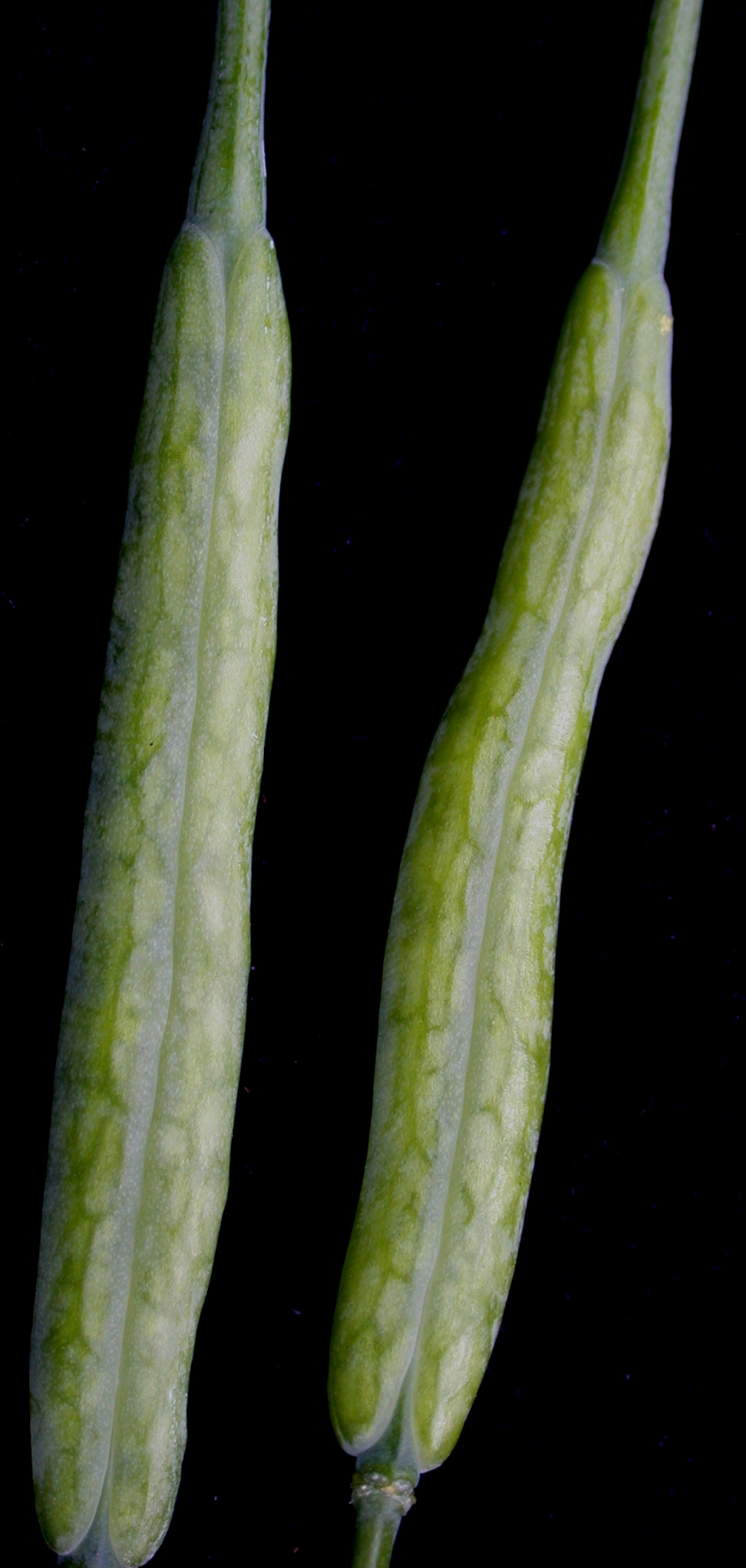
Junge Früchte

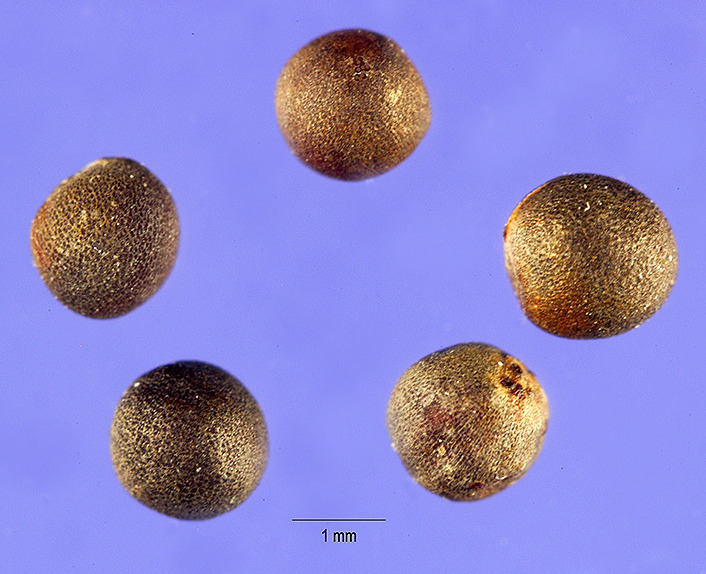
Samen

### Vegetative Merkmale
Brassica rapa ist eine ein- oder zweijährige krautige Pflanze, die Wuchshöhen von meist 30 bis 100 (20 bis 190) Zentimetern erreicht. Es werden gedrungene und manchmal fleischig verdickte Pfahlwurzeln gebildet. Die oberirdischen Pflanzenteile sind meist kahl oder behaart. Der aufrechte, einfache oder im oberen Bereich verzweigte Stängel meist kahl oder an seiner Basis flaumig behaart und selten blaugrün bereift.
Die Laubblätter sind während der vegetativen Phase nur grundständig und in der generativen Phase wechselständig spiralig am Stängel verteilt angeordnet. Die Grundblätter und die unteren Stängelblätter sind in Blattstiel und -spreite gegliedert. Ihr Blattstiel ist meist 2 bis 10 (1 bis 17) Zentimeter lang dünn oder verdickt und fleischig, manchmal deutlich geflügelt. Die Grundblätter nicht oder kaum bis deutlich in Rosetten angeordnet. Die meist behaarte Blattspreite der Grundblätter und der unteren Stängelblätter ist bei einer Länge von meist 10 bis 40 (5 bis 60) Zentimetern sowie einer Breite von 3 bis 10, selten bis zu 20 Zentimetern im Umriss eiförmig, länglich oder lanzettlich und ihr Rand ist glatt, wellig, gezähnt, gebuchtet oder manchmal fiederteilig bis -schnittig. Wenn sie fiederteilig bis -schnittig ist der Endabschnitt groß und die kleineren ein bis sechs Seitenabschnitte auf jeder Seite der Mittelrippe sind eiförmig oder länglich. Die oberen Stängelblätter sind sitzend und ihre kahle Blattspreite ist bei einer Länge von meist 2 bis 8, selten bis zu 12 Zentimetern sowie einer Breite von 0,8 bis 3 Zentimetern eiförmig, länglich oder lanzettlich und ihr Rand glatt oder gewellt; ihr Spreitengrund tief herzförmig, geöhrt und stängelumfassend. Es sind keine Nebenblätter vorhanden.

### Generative Merkmale
Die Blütezeit reicht in Mitteleuropa von April bis September, in China von März bis Juni. In einem anfangs schirmtraubigen, später durch deutliche Streckung der Blütenstandsachse bis zur Fruchtreife, traubigen Blütenstand stehen viele Blüten zusammen. Die Blütenknospen werden von den geöffneten Blüten überragt. Der Blütenstiel ist mit einer Länge von bis zu 3 Zentimetern länger als die Blüte.
Die zwittrige Blüte ist vierzählig mit doppelter Blütenhülle. Die vier aufsteigenden Kelchblätter sind bei einer Länge von meist 4 bis 6,5 (3 bis 8) Millimetern sowie einer Breite von 1,5 bis 2 Millimetern länglich. Die Kronblätter sind etwa 1,5-mal so lang wie die Kelchblätter. Die vier gold- bis hellgelben oder weißlich-gelben Kronblätter sind bei einer Länge von meist 7 bis 10 (6 bis 13) Millimetern sowie einer Breite von meist 3 bis 6 (2,5 bis 7) Millimetern verkehrt-eiförmig mit gerundetem oberen Ende. Die Kronblätter sind in Platte und bei einer Länge von 3 bis 7 Millimetern relativ kurzen Nagel gegliedert. Es sind sechs Staubblätter vorhanden. Die kürzeren Staubblätter sind abstehend. Die Staubfäden sind meist 4 bis 6, selten bis zu 7 Millimeter lang. Die Staubbeutel sind bei einer Länge von 1,5 bis 2 Millimetern länglich. Der oberständige, zweikammerige Fruchtknoten ist zylindrisch. Die Narbe ist kugelig.
Der Fruchtstiel ist bei einer Länge von meist 1 bis 2,5 (0,5 bis 3) Zentimetern gerade und steht aufsteigend oder sparrig von der Fruchtstandsachse ab. Die Schote ist bei einer Länge von meist 3 bis 8 (2 bis 11) Zentimetern sowie einer Breite von meist 2 bis 4, selten bis zu 5 Millimetern linealisch stielrund. Bei Fruchtreife öffnet sich die Schote und enthält je Fruchtfach 8 bis 15, selten bis zu 30 Samen. Die Fruchtabschnitte sind meist 2 bis 5 (1,3 bis 7,5) Zentimeter lang. Die Fruchtklappe besitzt einen erhabenen Mittelnerv. Der oberste Abschnitt der Schote ist bei einer Länge von meist 0,8 bis 2,2 (0,3 bis 3,5) kegelförmig und enthält höchstens einen Samen. Ein Griffel ist kaum erkennbar. Die dunkel- oder rötlich-braunen bis schwarzen Samen sind bei einem Durchmesser von 1,1 bis 1,8 (1 bis 2) Millimetern kugelig und Samenschale besitzt eine feine netzartige Oberflächenstruktur. Das Hypocotyl ist etwa 5 Zentimeter lang. Das Epicotyl ist 2 bis 4 Millimeter lang. Die zwei Keimblätter (Kotyledone) sind mit Stiel etwa 2 Zentimeter lang mit keilförmiger Basis und eingekerbtem oberen Ende.

### Chromosomensatz
Die Chromosomengrundzahl beträgt x = 10; es liegt meist Diploidie vor, die Chromosomenzahl beträgt dann 2n = 20. In der Chromosomenzahl unterscheiden sich die nah verwandten, kreuzbaren Arten.

## Ökologie
Die Bestäubung erfolgt durch Bienen.

## Vorkommen
Über die ursprüngliche Heimat von Brassica rapa wird kontrovers diskutiert: Es gibt Spekulationen, es könnte der Mittelmeerraum sein, wahrscheinlicher ist aber der zentralasiatische Raum. Als Kulturpflanze wurde die diversen Kulturformen schon in den Anfangszeiten des Ackerbaus verbreitet, die Art ist schon damals verwildert und diese verwilderten Formen haben sich fast weltweit ausgebreitet. Einige Formen sind in vielen Gebieten Neophyten; in Deutschland z. B. gilt Brassica rapa jedoch als Archäophyt, in einigen Gebieten wiederum gelten einige Unterarten von Brassica rapa als invasive Pflanze.

## Zeigerwerte
Die ökologischen Zeigerwerte nach Landolt et al. 2010 sind in der Schweiz: Feuchtezahl F = 3w (mäßig feucht aber mäßig wechselnd), Lichtzahl L = 4 (hell), Reaktionszahl R = 3 (schwach sauer bis neutral), Temperaturzahl T = 3+ (unter-montan und ober-kollin), Nährstoffzahl N = 4 (nährstoffreich), Kontinentalitätszahl K = 2 (subozeanisch).

## Nutzung
Brassica rapa wird seit der Jungsteinzeit kultiviert. Es gibt zahlreiche Sorten bzw. Subtaxa, die als Öl-, Gemüse- und Futterpflanzen angebaut werden.
Rübsen bieten unter anderem dem Rehwild im Winter noch eine saftige Grünäsung (Jägersprache für „Grünfutter“) und werden daher gerne auf Wildäckern ausgesät.
Innerhalb der Art Brassica rapa, im Mittelalter unter anderem lateinisch Rapa genannt, werden gartenbaulich verschiedene Nutzpflanzengruppen unterschieden, die je nach Autor sehr unterschiedlich mit Subtaxa darstellt werden. Zur Nutzung siehe die jeweiligen Hauptartikel (siehe Links in dieser Tabelle):
| Kulturform                                                                                        | Bild | wissenschaftlicher Name                                                                            |
| ------------------------------------------------------------------------------------------------- | ---- | -------------------------------------------------------------------------------------------------- |
| Pak Choy                                                                                          |      | Brassica rapa subsp. chinensis (L.) Hanelt                                                         |
| Stängelkohl                                                                                       |      | Brassica rapa subsp. cymosa                                                                        |
| Tatsoi                                                                                            |      | Brassica rapa subsp. narinosa (L.H.Bailey) Hanelt                                                  |
| Mizuna                                                                                            |      | Brassica rapa subsp. nipposinica (L.H.Bailey) Hanelt                                               |
| Öl-Rübsen, Wild-Rübsen                                                                            |      | Brassica rapa subsp. oleifera (DC.) Metzg., Syn.: Brassica rapa subsp. campestris (L.) A.R.Clapham |
| Rübstiel, Stielmus                                                                                |      | Brassica rapa subsp. pabularia                                                                     |
| Choi-sum oder Tsoi-sum                                                                            |      | Brassica rapa subsp. parachinensis                                                                 |
| Chinakohl                                                                                         |      | Brassica rapa subsp. pekinensis (Lour.) Hanelt                                                     |
| Japanischer Senfspinat oder Komatsuna                                                             |      | Brassica rapa subsp. perviridis                                                                    |
| Speiserübe, Herbstrübe, Stoppelrübe, Weiße Rübe Wasserrübe, Teltower Rübchen, Mairübe, Herbstrübe |      | Brassica rapa subsp. rapa                                                                          |
| Indischer Rübsen                                                                                  |      | Brassica rapa subsp. trilocularis (Roxb.) Hanelt                                                   |

Folgende Nutzpflanzen gehören zur Art Brassica napus und entstanden als Hybride aus Brassica rapa und Brassica oleracea
| Kulturform          | Bild | wissenschaftlicher Name             |
| ------------------- | ---- | ----------------------------------- |
| Raps, Lewat         |      | Brassica napus L.                   |
| Steckrübe, Kohlrübe |      | Brassica napus var. rapifera Metzg. |

## Systematik
Die Erstveröffentlichung von Brassica rapa erfolgte 1753 durch Carl von Linné in Species Plantarum, Tomus II, S. 666. Synonyme für Brassica rapa L. sind: Brassica amplexicaulis Hochst. ex A. Rich., Brassica campestris var. purpuraria L.H.Bailey, Brassica dubiosa L.H.Bailey, Brassica napella Chaix, Brassica purpuraria (L.H.Bailey) L.H.Bailey, Brassica rapa var. purpuraria (L.H. Bailey) Kitam.
Je nach Autor gibt es von der Brassica rapa L. taxonomisch akzeptierte Unterarten (zu Vorschlägen von Trivialnamen siehe unter Nutzung):
- Brassica rapa subsp. chinensis (L.) Hanelt (Syn.: Brassica antiquorum H.Lév., Brassica campestris var. chinensis (L.) T.Ito, Brassica chinensis L., Brassica L. var. chinensis, Brassica chinensis var. communis Tsen & S.H.Lee, Brassica chinensis var. pakchoi Maire & Weiller, Brassica chinensis var. rosularis Tsen & S.H.Lee, Brassica napus var. chinensis (L.) O.E.Schulz, Brassica oleracea var. chinensis (L.) Prain, Brassica parachinensis L.H.Bailey, Brassica rapa subsp. chinensis var. parachinensis (L.H.Bailey) Hanelt)[3][6][4]
- Brassica rapa subsp. dichotoma (Roxb.) Hanelt (Syn.: Brassica campestris subsp. dichotoma (Roxb.) Olsson, Brassica campestris var. dichotoma (Roxb.) G.Watt, Brassica campestris var. toria Duthie & Fuller, Brassica rapa var. dichotoma (Roxb.) Kitam., Sinapis dichotoma Roxb.)[3][4]
- Brassica rapa subsp. japonica (Thunb.) Shebalina (Syn.: Brassica japonica (Thunb.) Siebold ex Miq.)[3][4]
- Brassica rapa subsp. narinosa (L.H.Bailey) Hanelt (Syn.: Brassica campestris subsp. narinosa (L.H.Bailey) Olsson, Brassica narinosa L.H.Bailey)[3][4]
- Brassica rapa subsp. nipposinica (L.H.Bailey) Hanelt (Syn.: Brassica nipposinica L.H.Bailey)[3][4]
- Brassica rapa subsp. oleifera (DC.) Metzg. (Syn.: Brassica asperifolia var. sylvestris Lam., Brassica campestris L., Brassica campestris subsp. oleifera (DC.) Sinskaya, Brassica campestris var. autumnalis (DC.) O.E.Schulz, Brassica campestris var. oleifera DC., Brassica chinensis var. oleifera Makino & Nemoto, Brassica perfoliata Crantz, Brassica perviridis (L.H.Bailey) L.H.Bailey, Brassica rapa subsp. campestris (L.) A.R.Clapham, Brassica rapa subsp. sylvestris (Lam.) Janch., Brassica rapa var. perviridis L.H.Bailey, Brassica rapa var. sylvestris (Lam.) Briggs, Raphanus campestris (L.) Crantz)[3][4][6]
- Brassica rapa subsp. pekinensis (Lour.) Hanelt (Syn.: Brassica campestris subsp. pekinensis (Lour.) Olsson, Brassica chinensis var. petsai (L.H.Bailey) Maire & Weiller, Brassica pekinensis (Lour.) Rupr., Sinapis pekinensis Lour.)[3][4]
- Brassica rapa subsp. rapa (Syn.: Barbarea derchiensis S.S.Ying, Brassica asperifolia Lam., Brassica campestris L. var. campestris, Brassica campestris var. rapa (L.) Hartm., Brassica cibaria Dierb., Brassica napus var. quadrivalvis (Hook. f. & Thomson) O.E.Schulz, Brassica quadrivalvis Hook. f. & Thomson, Brassica rapa var. quadrivalvis (Hook. f. & Thomson) Kitam., Brassica rapa L. var. rapa, Brassica rapoasiatica Sinskaya, Brassica rapoeuropea Sinskaya, Crucifera rapa E.H.L.Krause, Napus rapa (L.) K.F.Schimp. & Spenn., Raphanus rapa (L.) Crantz, Sinapis rapa (L.) Brot., Sinapis tuberosa Poir.)[3][6]
- Brassica rapa subsp. trilocularis (Roxb.) Hanelt (Syn.: Brassica campestris subsp. trilocularis (Roxb.) Olsson, Brassica campestris var. sarson Prain, Brassica napus var. trilocularis (Roxb.) O.E.Schulz, Brassica rapa var. trilocularis (Roxb.) Kitam., Brassica trilocularis (Roxb.) Hook. f. & Thomson, Sinapis trilocularis Roxb.)[3][4]

Brassica rapa ist eine Elternart des Rapses (Brassica napus), zu der heute auch die Steckrübe als Unterart Brassica napus subsp. rapifera Metzg. gezählt wird.